# Nécropole nationale de Dunkerque
De Nécropole nationale de Dunkerque is een begraafplaats met 1.833 Franse soldaten in de Frans gemeente Duinkerke in het Noorderdepartement in de regio Hauts-de-France. Op de begraafplaats liggen slachtoffers die in de Eerste Wereldoorlog waren overleden in het militaire hospitaal van Duinkerke.